# Georg Wolfgang von Francken
Georg Wolfgang von Francken, född 26 mars 1827 i Stockholm, död 9 september 1891 i Stockholm, var en svensk militär, kommunalman och numismatiker. 

## Biografi
Georg Wolfgang von Francken föräldrar var hovmarskalken och översten August Fredrik von Francken av adelsätten von Francken och Kristina Maria Sofia Lilliehorn. 
von Francken var 1847 underlöjtnant vid Andra livgardet där han slutligen utnämndes till kapten 1863. Vid sitt avskedstagande ur aktiv krigstjänst 1878 blev han major och 1884 överstelöjtnant i armén. Såsom medlem av ridderskapet och adeln deltog han i ståndsriksdagarna 1853–1865 och var då ledamot dels av stats-, dels av allmänna besvärs- och ekonomiutskottet och valdes av adeln 1861, 1864 och 1865 till statsrevisor. Åren 1858–1865 var von Francken sekreterare (idag kallat verkställande direktör) för officersklubben Militärsällskapet i Stockholm och hyllades vid sin avgången för sin betydande och, för sällskapet, avgörande gärning.
von Francken hade stort intresse för allmänna och kommunala angelägenheter. Han var stadsfullmäktig i Stockholm från 1863 till sin död och togs flitigt i anspråk för olika kommunala uppdrag. Såsom verkställande direktör för Tyskbagarbergens aktiebolag utförde han arbetet med Karl XV:s port. Av trycket har han utgivit flera matriklar, bland annat 1883 en historik och matrikel över Stockholms stadsfullmäktige.